# Justin Cobbs
Justin Cobbs, né le 16 mars 1991 à Los Angeles, Californie, est un joueur américano-monténégrin de basket-ball. Il mesure 1,86 m, et évolue aux postes de meneur et d'arrière.

## Biographie
Cobbs n'est pas sélectionné lors de la draft 2014 de la NBA.
Début septembre 2014, il participe au camp d'entraînement de l'équipe espagnole du Saski Baskonia mais il est laissé libre le 15 septembre. Le 23 septembre 2014, il signe un contrat non garanti avec les Hornets de Charlotte pour participer au camp d'entraînement. Le 24 octobre 2014, après deux matches de présaison, il est libéré par les Hornets.
Le 3 novembre 2014, il signe son premier contrat professionnel en Lettonie au VEF Riga dans la VTB United League. Après quatre semaines, le 28 novembre 2014, il est remercié par le club letton avec qui il a disputé sept rencontres dont quatre d'EuroCoupe. Le 1er décembre 2014, il signe en Allemagne au Francfort Skyliners dans la Basketball Bundesliga un contrat d'un mois et une option jusqu'à la fin de la saison. Le 29 décembre 2014, il est prolongé par l'équipe allemande jusqu'à la fin de la saison 2014-2015. Avec les Skyliners, il participe au Final Four de l'EuroChallenge 2014-2015. À la fin de la saison, il choisit de ne pas prolonger son contrat avec les Skyliners.
Le 12 juillet 2015, il signe en Turquie à l'İstanbul BB en TBL. Le 27 décembre 2015, il signe en Allemagne, au Bayern Munich pour le reste de la saison 2015-2016.
Le 6 juin 2016, il signe au BCM Gravelines.
Au cours de l'année 2017 il signe au Mans. Sortant alors d'une saison compliquée et décevante, il fait partie des recrues qui vont participer à la saison 2017-2018. Malgré une première partie de saison difficile pour Cobbs, il devient la pièce maîtresse avec Mykal Riley et Romeo Travis.

## Statistiques

### Universitaires
Les statistiques en matchs universitaires de Justin Cobbs sont les suivantes :
| Saison    | Équipe     | Matchs | Titul. | Min./m | % Tir | % 3pts | % LF | Rbds/m. | Pass/m. | Int/m. | Ctr/m. | Pts/m. |
| --------- | ---------- | ------ | ------ | ------ | ----- | ------ | ---- | ------- | ------- | ------ | ------ | ------ |
| 2009-2010 | Minnesota  | 34     | 0      | 10,6   | 33,3  | 17,6   | 86,2 | 0,76    | 1,29    | 0,32   | 0,06   | 2,06   |
| 2011-2012 | Californie | 34     | 27     | 32,3   | 46,8  | 41,3   | 80,1 | 3,06    | 4,97    | 1,03   | 0,09   | 12,56  |
| 2012-2013 | Californie | 33     | 33     | 35,6   | 44,8  | 32,5   | 84,1 | 3,45    | 4,76    | 1,12   | 0,18   | 15,06  |
| 2013-2014 | Californie | 35     | 35     | 34,4   | 46,6  | 33,3   | 81,7 | 2,91    | 5,83    | 0,83   | 0,09   | 15,57  |
| Total     |            | 136    | 95     | 28,2   | 45,3  | 34,0   | 82,3 | 2,54    | 4,22    | 0,82   | 0,10   | 11,32  |

### Professionnelles
| Saison    | Équipe              | Matchs | Titul. | Min./m | % Tir | % 3pts | % LF  | Rbds/m. | Pass/m. | Int/m. | Ctr/m. | Pts/m. |
| --------- | ------------------- | ------ | ------ | ------ | ----- | ------ | ----- | ------- | ------- | ------ | ------ | ------ |
| 2014-2015 | VEF Riga            | 3      | 1      | 17,4   | 20,0  | 20,0   | 100,0 | 0,50    | 0,75    | 0,50   | 0,00   | 1,25   |
| 2014-2015 | Francfort Skyliners | 27     | 26     | 34,6   | 43,1  | 32,0   | 80,3  | 2,52    | 4,44    | 0,70   | 0,00   | 14,30  |
| 2015-2016 | İstanbul BB         | 10     | 10     | 27,4   | 44,3  | 30,8   | 64,3  | 2,10    | 3,30    | 0,80   | 0,00   | 7,60   |
| 2015-2016 | Bayern Munich       | 26     | 5      | 19,1   | 42,1  | 39,0   | 83,3  | 1,35    | 3,08    | 0,50   | 0,04   | 6,85   |

## Clubs successifs
- 2009-2010 :  Golden Gophers du Minnesota (NCAA)
- 2011-2014 :  Golden Bears de la Californie (NCAA)
- 2014-2015 :
  -  VEF Riga (VTB United League)
  -  Francfort Skyliners (Beko BBL)
- 2015-2016 :
  -  İstanbul BB (TBL)
  -  Bayern Munich (Beko BBL)
- depuis 2016 :  BCM Gravelines (Pro A)

## Palmarès
- Vainqueur de la coupe du Monténégro : 2020, 2021
- Champion du Monténégro 2021
- Champion de France Pro A en 2018 avec Le Mans.
- First-team All-Pac-12 (2014)
- Second-team All-Pac-12 (2013)
- Honorable mention All-Pac-12 (2012)

## Vie privée
Cobbs est le cousin de Russell Westbrook.